# Hunter Hayes
Hunter Easton Hayes, född 9 september 1991 i Breaux Bridge, Louisiana, är en amerikansk countrysångare, låtskrivare och multiinstrumentalist. Han behärskar mer än trettio instrument. Han har totalt släppt fyra album. Hans debutalbum Hunter Hayes från 2011 har sålt över en miljon exemplar. En av låtarna på det albumet, "Wanted", har sålt över tre miljoner exemplar, vilket ledde till att Hayes blev den yngsta manliga sångaren att toppa listan på Hot Country Songs.